# Мандхо
3°41′50″ пн. ш. 72°42′25″ сх. д. / 3.69722222° пн. ш. 72.70694444° сх. д.
Мандхо   (англ. mandhoo)-Острів на Мальдівах.

## Географія
Остров  знаходиться в 103 км від столиці Мальдив Мале.